# Mengkofen
Mengkofen er en kommune i Landkreis Dingolfing-Landau i Niederbayern i den tyske delstat Bayern, med godt 6.000 indbyggere. Kommunen ligger i dalen til floden Aiterach, der er en biflod til Donau, og har sit udspring i Mühlhausen i kommunen.

## Inddeling
Kommunen Mengkofen blev dannet i 1970'erne af ved en sammenlægning af de tidligere kommuner Hofdorf, Puchhausen, Hüttenkofen, Süßkofen, Martinsbuch, Tunding, Mengkofen, Tunzenberg, Mühlhausen og Weichshofen.